# نيكولاس فليتشير
نيكولاس فليتشير (بالإنجليزية: Nicholas Fletcher)‏ هو مدير فني أمريكي، ولد في 10 أغسطس 1954.